# Duchi di Urach
Il titolo di Duca di Urach fu creato per Federico Guglielmo Alessandro Ferdinando, conte di Württemberg il 28 marzo 1867, con il trattamento di Altezza Serenissima.
Guglielmo era figlio del duca Guglielmo Federico di Württemberg (1761-1830) e della sua sposa morganatica, la baronessa (Freiin) Guglielmina von Tunderfeldt-Rhodis (1777-1822), che egli sposò a Coswig il 23 agosto 1800. Suo nonno paterno era Federico II Eugenio di Württemberg (1732-1797), da cui discendono gli attuali pretendenti al trono del Württemberg.
Il secondo duca di Urach divenne per breve tempo re di Lituania con il nome di Mindaugas II e nello stesso anno andò vicino alla successione al Principato di Monaco durante la crisi per la successione di Monaco del 1918. La famiglia possiede il Castello di Lichtenstein, ricostruito dal primo duca negli anni quaranta del XIX secolo.

## Duchi di Urach (1867-attuale)
| Immagine | Nome              | Nascita         | Reggenza        | Reggenza        | Consorte                                                 | Morte          | Note                                                                        |
| Immagine | Nome              | Nascita         | Inizio          | Fine            | Consorte                                                 | Morte          | Note                                                                        |
| -------- | ----------------- | --------------- | --------------- | --------------- | -------------------------------------------------------- | -------------- | --------------------------------------------------------------------------- |
|          | Guglielmo I       | 6 luglio 1810   | 28 marzo 1867   | 17 luglio 1869  | Teodolinda di Leuchtenberg (I) Florestina di Monaco (II) | 17 luglio 1869 | -                                                                           |
|          | Guglielmo II      | 30 maggio 1864  | 17 luglio 1869  | 24 marzo 1928   | Amalia in Baviera (I) Wiltrude di Baviera (II)           | 24 marzo 1928  | Re di Lituania nel 1918                                                     |
|          | Carlo Gero        | 19 agosto 1899  | 24 marzo 1928   | 15 agosto 1981  | Gabriele von Waldburg zu Zeil und Trauchburg             | 15 agosto 1981 | Principe ereditario di Lituania nel 1918                                    |
|          | Carlo Anselmo     | 5 febbraio 1955 | 15 agosto 1981  | 9 febbraio 1991 | Saskia Wüsthof (I) Uta Maria Priemer (II)                | vivente        | Nipote del suo predecessore, rinunciò al titolo                             |
|          | Guglielmo Alberto | 9 agosto 1957   | 9 febbraio 1991 | in carica       | Karen von Brauchitsch-Berghe von Trips                   | vivente        | Fratello del suo predecessore, ha come erede il figlio Carlo Filippo (1992) |